# Ceraclea kamonis
Ceraclea kamonis là một loài Trichoptera trong họ Leptoceridae. Chúng phân bố ở miền Cổ bắc.